# Ентусиазъм (Донбаска симфония)
„Ентусиазъм (Донбаска симфония)“ (на руски: „Энтузиазм: Симфония Донбасса“ или „Энтузиазм (Симфония Донбасса)“) на Дзига Вертов е първият звуков съветски документален кинофилм.
В „Ентусиазъм“ връзката между картина и звук е напълно органична. Вертов съчетава различни технически похвати. В началните кадри сърцето на телеграфистката (Свилова) тупти в синхрон с тиктакане на часовник. В тревожността на сирените се вплита сигналът SOS. Във филма, наред с марш на работниците, се чуват молитва, народна песен.